# 統計圖表

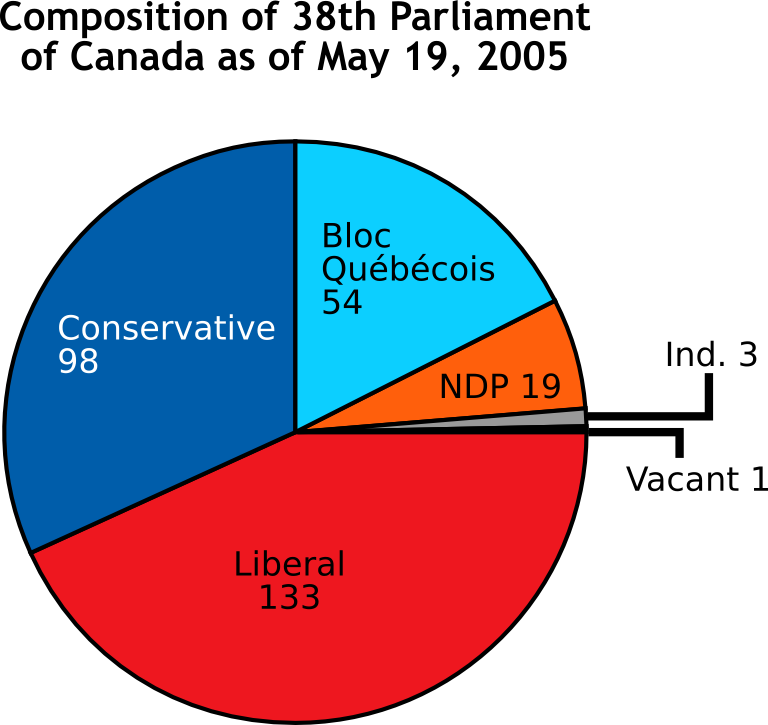
[1]此圓餅圖 呈現了加拿大第38屆議會的組成結構

一張圖表（Chart），或又稱為統計圖表，代表了一張圖像化的數據，並經常以所用的圖像命名，例如圓餅圖，是主要使用圓形符號，長條圖或直方圖，則主要使用長方形符號。折線圖，意味著使用線條符號。右方的範本，就是利用切割圓形，來表示數據，它也能用來詮釋某些類型的結構，同時提供不同的資訊。 
圖表一字的用法，前面不一定永遠都會帶有統計一稱，下列的圖表帶有統計的意含，但名稱並沒有統計一詞： 
- 數據圖可以是一組圖解（Diagram）或數理上的圖形（Graph），同時帶有量化的數據，或質性的資訊。
- 海圖或航圖，帶有額外指引等數據的地圖，也是圖表之一。
- 英語裡的樂譜符號圖（chord chart）或排行榜（Record chart），在英語世界，也常被認為是圖表的一種，但中文使用並沒有將其視為圖表的習慣。

總之，圖表，或統計圖表，通常用來方便理解大量數據，以及數據之間的關係。讓人們透過視覺化的符號，更快速的讀取原始數據。現今圖表已經被廣泛用於各種領域，過去是在座標紙或方格紙上手繪，現代則多用電腦軟體產生。特定類型的圖表有特別適合的數據。例如，圆饼图和条形图适合呈現不同群體的百分比，而折线图或直方图适合呈現有時間概念的數據。

## 圖表的一致特點
世界上有各種形式，多元呈現的圖表，有些非常的龐大，有些則非常複雜，但基本上圖表都有下列的一致特點。用來使數據更有意義，使解讀能力更為提昇。 
圖表的第一特點就是，文字成份很低，通常不會像文章寫作一樣，以文字描述，文本鋪陳作為全體。圖表中的文字往往只用來詮釋或標注數據，出處等。或是更重要的標題。
- 標題：圖表的標題通常要是簡潔的描述，使人一目了然的知道是何種數據。標題通常會顯示在主圖形的上方。
- 座標標籤：較小的文字則用來標示水平軸（X軸）或垂直軸（Y軸）上的數據或分類，這些文字經常被稱為座標標籤，且經常帶有單位，例如「行駛距離（米）」。
- 數據標籤：而圖表中顯示的數據，不論以點狀，線狀呈現在雙軸座標系統（Grid）裡，也會有文字標示，稱為數據標籤（Label）。方便觀看者解讀和比對它在兩座標之間的位置和關係。
- 圖例：如果圖表當中包括兩組以上的數據，則往往還需要圖例（Legend 或 簡稱為 Key ）解釋兩組的稱呼。且往往會使用不同的顏色來區分。

## 四種常見圖表

直方圖
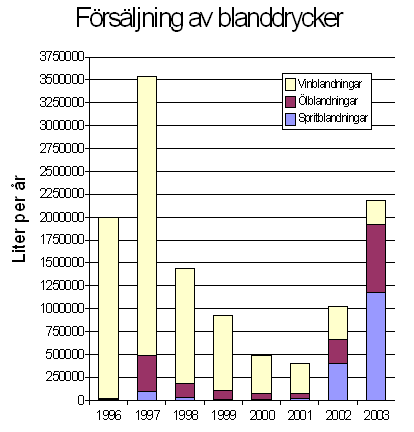
条形統計圖或長條圖
圓餅圖
折線圖或趨勢圖

上面四個範例分別為：
- 直方圖（Histogram）：由一組塊形組成，每一個塊形的面積表示在相應的小組區間中事例的百分數。
- 長條圖（Bar Chart）：單一或多種變量中，對各個數據的多寡進行比較時使用。直方圖與長條圖的區別在於，直方圖是用面積而非高度來表示數量。
- 圓餅圖（Pie Chart）：單一種類變量中，表示某幾個大扇區在整體中所佔比例，而不是對不同扇區進行比較時。使用角度來進行比較沒有使用長度來得精確。圓餅圖用面積取代了長度，加大了對各個數據進行比較的難度。
- 折線圖（Line chart）:單一或少量變量中，對各個數據的多寡進行比較，或表現數據的推演時使用。

## 其他常見圖表
下列常見的圖表，其分類與名稱並不是絕對的，這邊僅舉出常用名稱。圖表的分類經常隨著統計領域，科學領域，商務領域或傳媒領域而有多種名稱，多種分類。

### 較常用在呈現有時間概念的數據

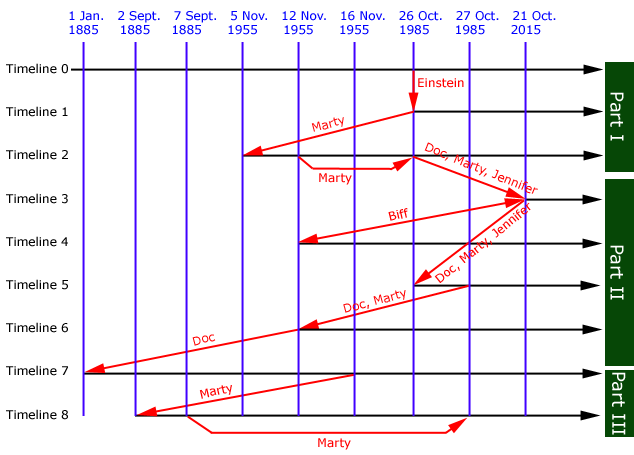
时间轴圖表
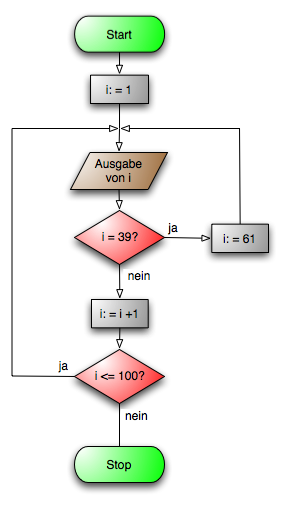
流程图
山形圖（區域圖）（英语：Area chart）
瀑布圖（Waterfall chart）
量化波形圖（Streamgraph）
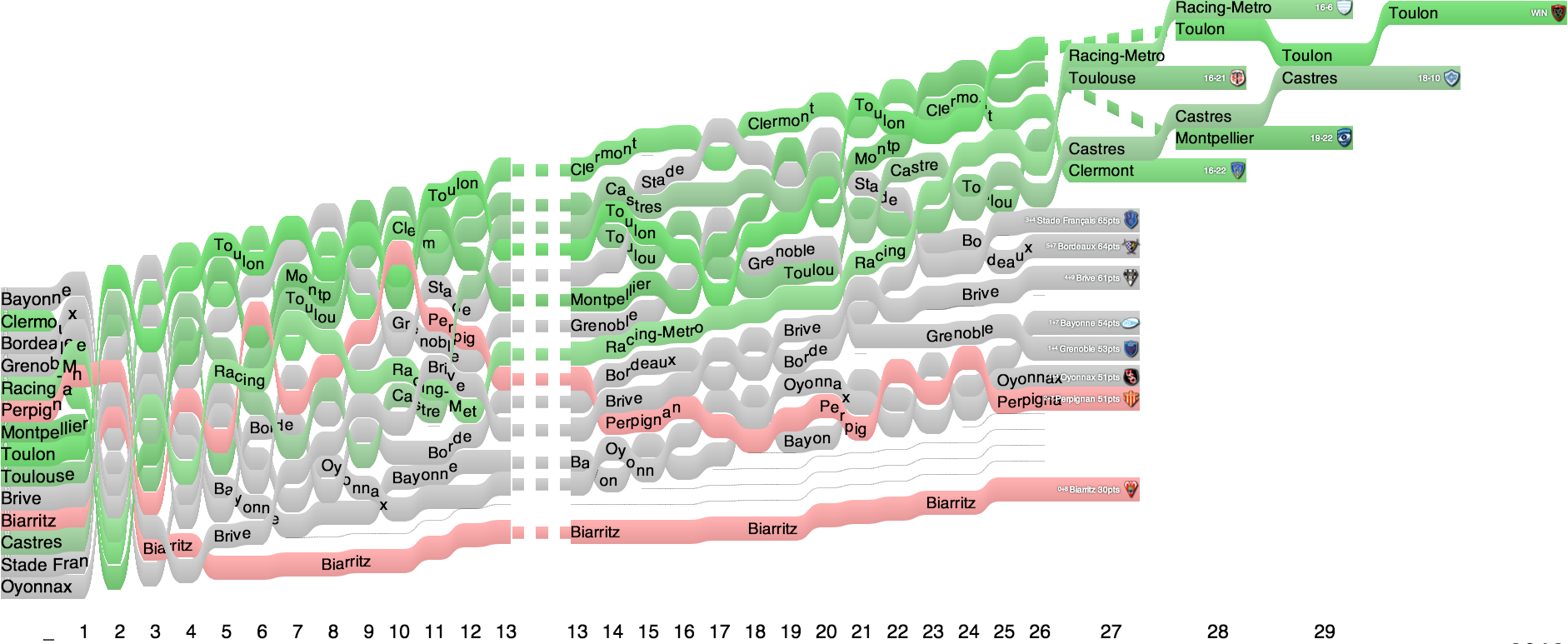
落差圖（Gap chart）

### 帶有面積或圓等概念數據的圖表

泡泡圖（Bubble chart）
極區圖
雷達圖（Radar chart）
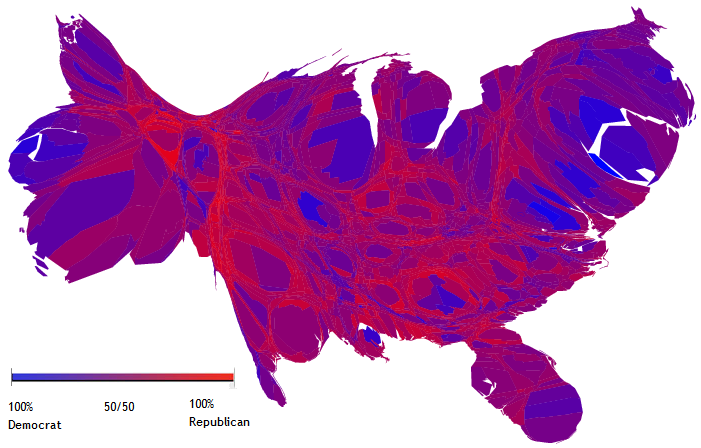
示意地圖（Cartogram）
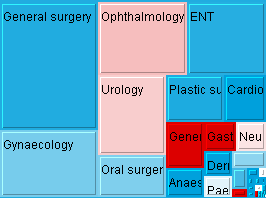
矩形式树状结构绘图法（Treemapping）

### 金融領域常用的圖表

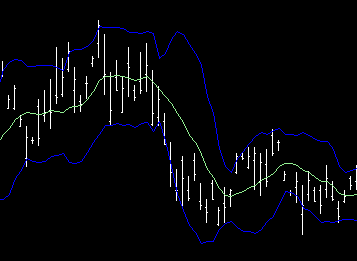
美國線圖（Open-High-Low-Close chart，簡稱為OHLC chart）
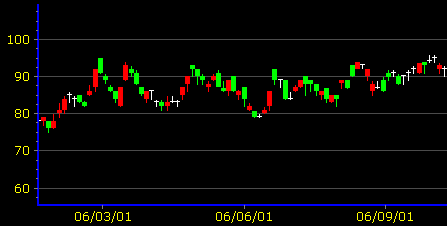
K線圖（Candlestick chart）
均線圖（Moving Average chart）
布林帶圖（Bollinger Bands，BBands）

### 以開發者命名的圖表

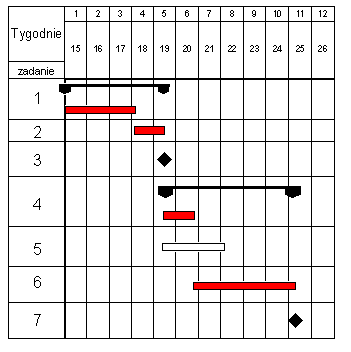
甘特图
諾蘭曲線圖
PERT圖
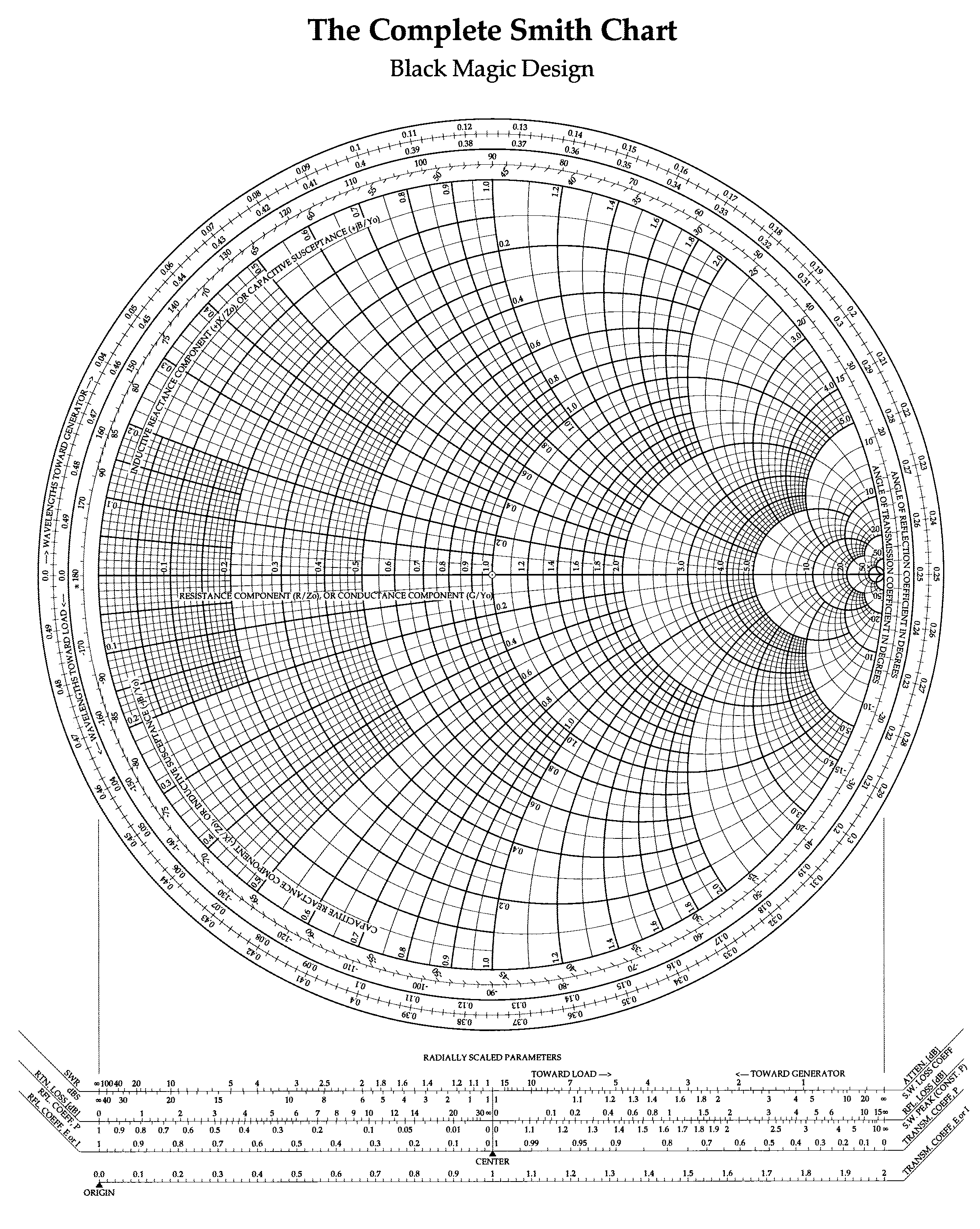
史密斯图
旁式棋盤圖

### 不一定帶有數據，但會帶有關聯性的圖表

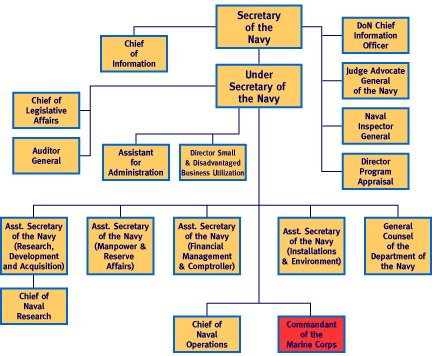
組織圖（Organizational_chart）
樹狀圖
家譜（Pedigree chart）
魚骨圖（又稱為石川圖）
文氏图（又稱為欧拉图，或尤拉圖）